# Convair 990
A Convair 990 Coronado négyhajtóműves, keskenytörzsű sugárhajtású utasszállító repülőgép volt, amelyet a Convair gyártott. A gép a Convair 880 „nyújtott” változata, amit az American Airlines megrendelésére állítottak elő.
A 990-es 3 méterrel meghosszabbított változata megnövelte az utasok számát 96–121 főre a 880-as 88–110 közötti kapacitásával szemben. Ez még mindig jóval kevesebb volt, mint a kortársai befogadóképessége (a Boeing 707 110–189, a McDonnell Douglas DC–8 105–173 fő szállítására volt képes).
A 990-es 40–55 km/órával gyorsabb volt, mint kortársai.

## Története
Az American Airlines kérésére a Convair tervezni kezdett egy repülőgépet amelyet a parttól-partig járatként képesek alkalmazni, és közvetlenül meg tudná tenni nyugati széllel szemben a New York-Los Angeles utat. Azt akarták, hogy valamivel nagyobb utas kapacitása legyen mint a 880-asnak, amely a legkisebb az első generációs amerikai utasszállító repülőgép. A 990-es gyártása 1961-ben kezdődött.
Az egyik legfőbb változás a 880-assal szemben: nagy csepp formájú gondolák a repülőgép szárnyai felett, ezzel növelték a gép Mach sebességét és csökkentették a transzszonikus közegellenállást. Ez lehetővé tette, hogy a nehezebb 990-es valamivel gyorsabb legyen, mint a 880-as, a gép mintegy Mach 0,91-el tudott repülni, így a leggyorsabb utasszállító repülőgép volt, amikor építették. Csak a szuperszonikus sebességre képes Concorde és a Tu–144 tudta később felülmúlni. Eredetileg tervezték, hogy a szárnyakon lévő gondolákat üzemanyagtartályként használják, de a próbarepülések alatti vizsgálatok során kiderült, hogy a nagyobb súly miatt a tartályok túlzottan vibrálnak. Ehelyett a belső gondolákat használták másodlagos üzemanyagként a törzsben.
A repülőgép a továbbfejlesztett General Electric CJ–805–23 sugárhajtóművet használta, amelyek egyedülállóak voltak abban, hogy egy ventilátort használtak a motor hátsó részében, az első rész ventilátorai hasonlítottak a Pratt & Whitney JT3D sugárhajtóművekére, amely a 990-es vetélytársait működtette. A hajtómű egyszerűsített, nem utánégetős, a katonai vadászgépek által is használt polgári változata a J79. A J79 jobb volt ellenben a CJ805 sugárhajtóművel, ami nagyon sok füstöt bocsátott ki.
Mint ahogyan a 880-asson a 990-est is kialakították a törzsön lévő púpos részt, amely a további műszerek vezetékeit tartotta meg.

## Alkalmazása
A 990-es korai változata nem felelt meg a beígért elvárásoknak. Ennek eredményeként a 990A változatot új burkolattal, hajtóműgondolával és a szárny alsó felületén lévő pilonokkal látták el. A Convair és a General Dynamics ezeket a módosításokat az ún. területszabály szerint tervezte meg. A módosítások jelentősen csökkentették a repülőgép nagy sebességnél fellépő közegellenállását. Annak ellenére, hogy ezeket a módosításokkal be tartotta az ígéretét a gyártó, a repülőgépet soha nem használták a parttól-partig, a New York-i JFK és a Los Angeles-i LAX repülőterek közötti repülésekre. Az American Airlines menetrendjei szerint nem vagy csak kevés különbség volt a Boeing 707 és a Convair 990A típusok időbeli teljesítései között. Az American Airlines 1967-től elkezdte kivonni a 990A típusokat, miután rájött, hogy a nagyobb kapacitású 707 és 720-as típusokat ugyanazon az útvonalon jobban tudná alkalmazni.

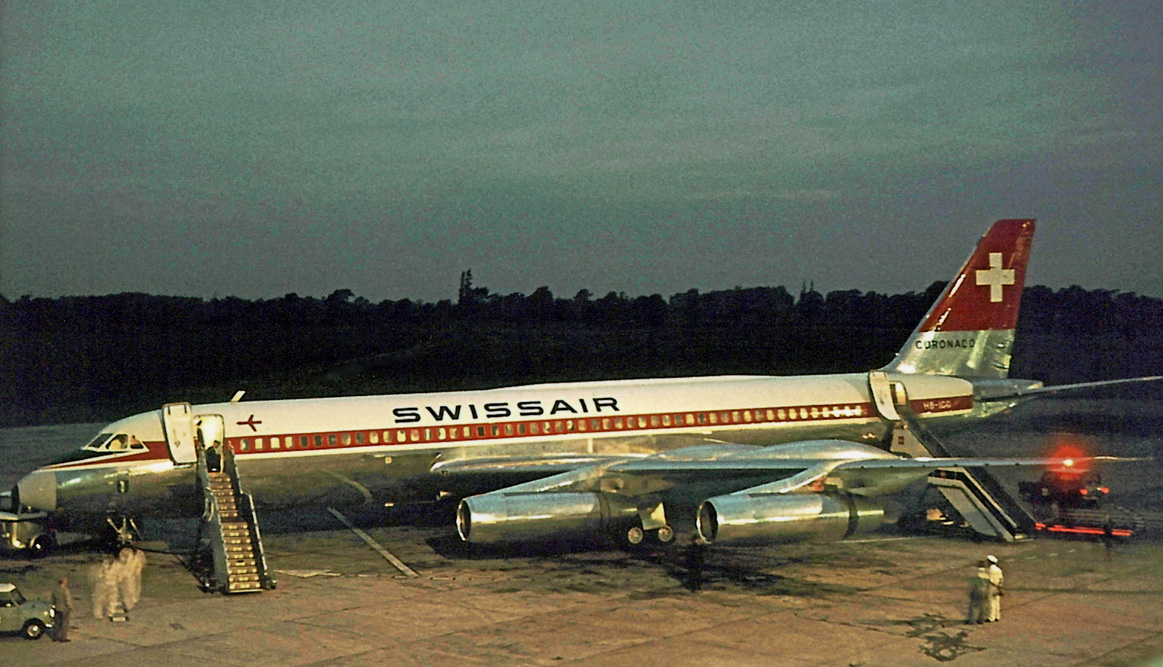
A Swissair CV990 Coronado "St Gallen" becenevű gépe a Manchester repülőtéren 1964-ben

A Swissair 8 darab 990A gépet üzemeltetett, ezeket 1962-től kezdte el használni a hosszútávú dél-amerikai, nyugat-afrikai, közel- és távol keleti, valamint a zajos és forgalmas európai útvonalaira. A flottát 1975-ben vonták ki a szolgálatból. A Scandinavian Airlines is működtetett 990-eseket a tokiói és más távol-keleti hosszútávú járataira.
A 990-est hamarosan teljes mértékben elkezdték felváltani a Boeing 727 és a Boeing 720-as (a 707 módosított változata) típusok miután 1963-ban befejezték a gyártását. Mindössze 37 990-es gyártottak le, így General Dynamics az egész gyártás ideje alatt összesen 102 repülőgépet épített meg. Az tény, hogy a Convair 880 és 990-es gépek a légitársaságok szenvedését okozta, ez volt akkoriban a legnagyobb vállalati veszteség.
Amikor a nagy légitársaságok kivonták a Convair 990-eseket, akkor a charter légitársaságok leheltek újra életet a gépbe. A Spanyol Spantax légitársaság egy nagyobb flottában működtetett utoljára ilyen típusú gépeket, addig ameddig az 1980-as évek közepén el nem kezdték fokozatosan kivonni a szolgálatból.

## Típusváltozatok
- 990 – alapváltozat
- 990A – nagyobb utazósebességű és hatótávolságú változat[2]

## Üzemeltetők
* jelöléssel az eredeti üzemeltetők
- Aerolíneas Argentinas

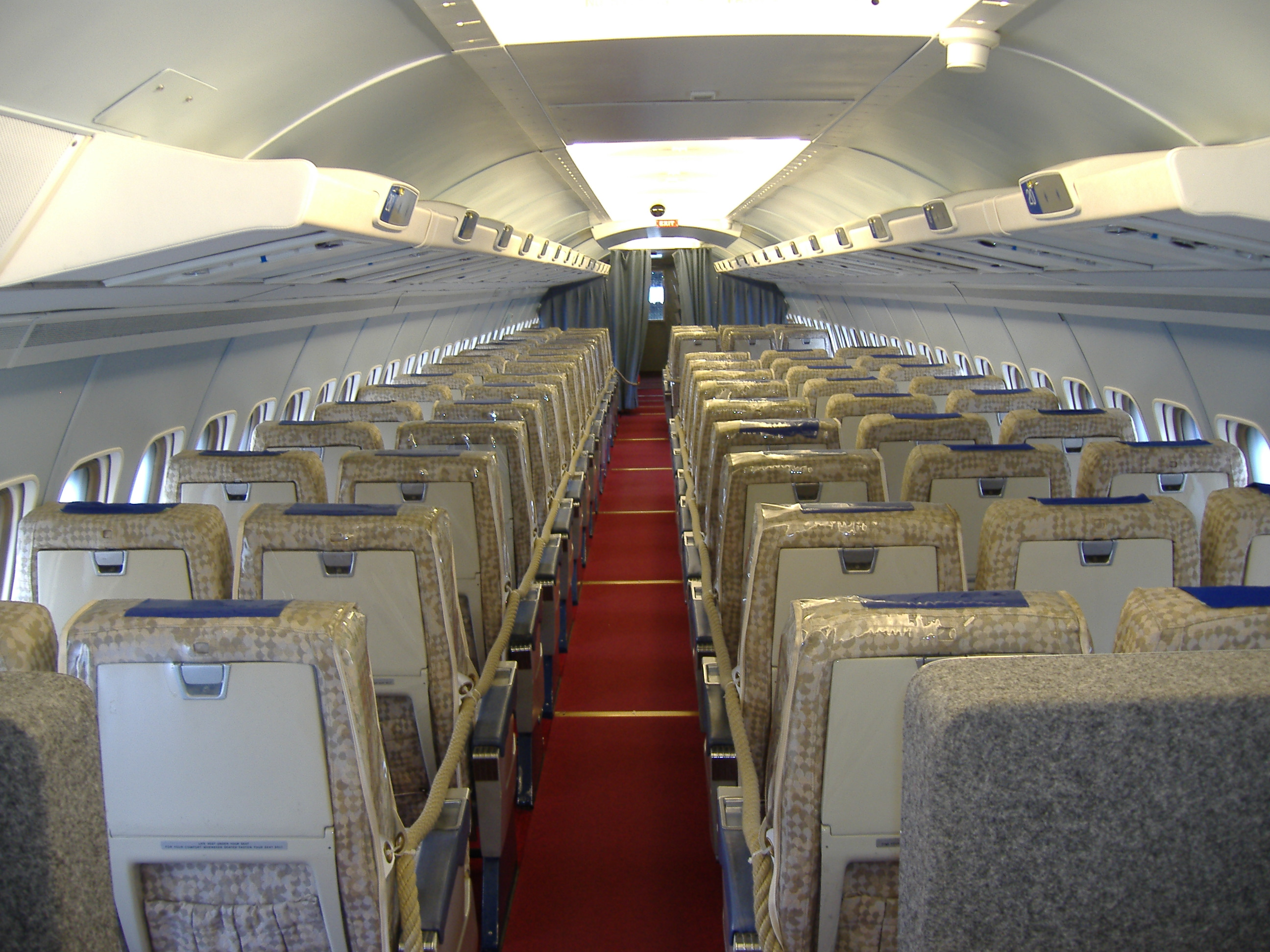
A Swissair által üzemeltetett Convair 990 belseje a svájci luzerni Közlekedési Múzeumban, amit kiállításként használnak

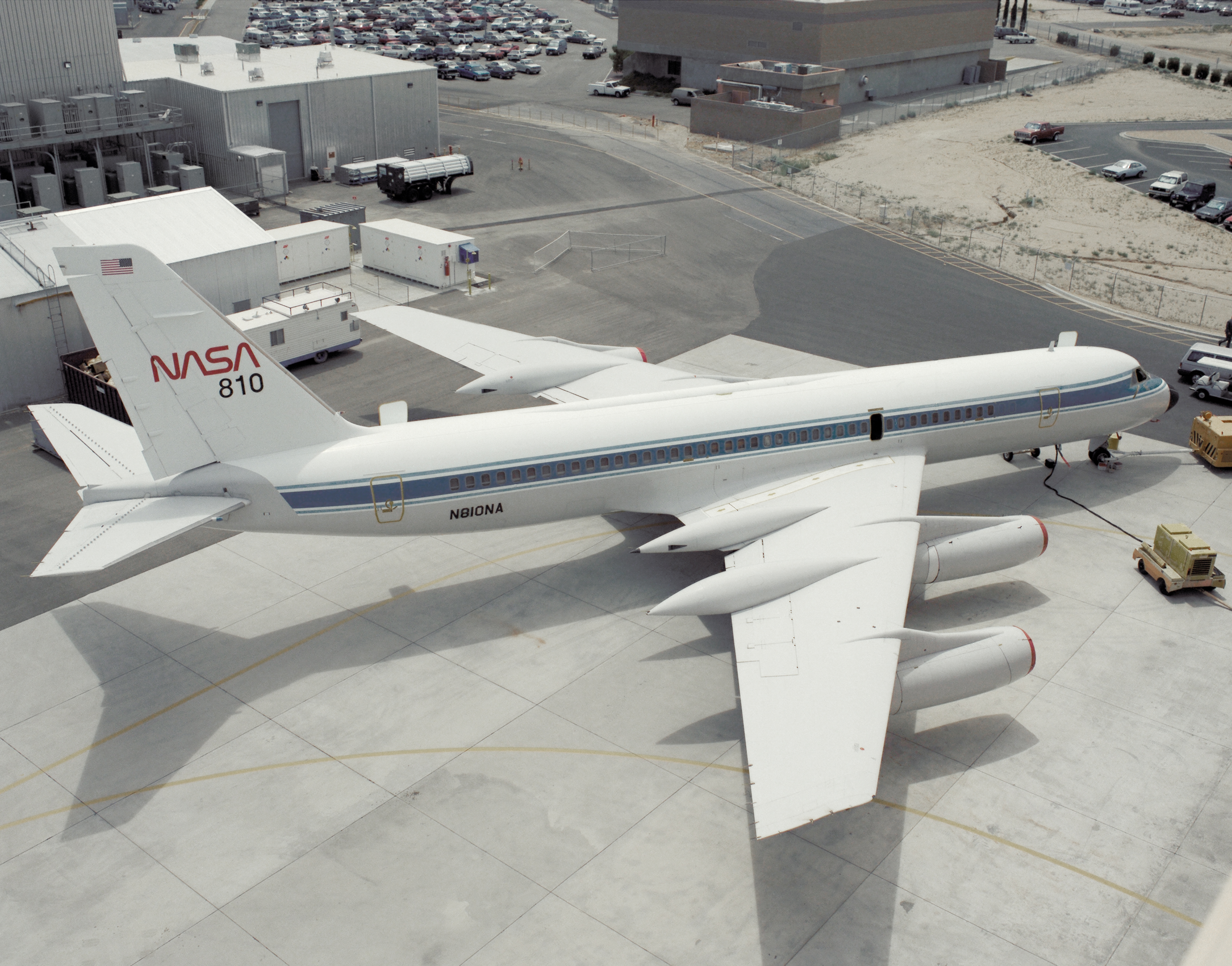
A NASA Convair 990-ese. A repülőgépet már kivonták a szolgálatból, jelenleg a Mojave Légi és Űrkikötő bejáratánál található

- Aerolíneas Peruanas S.A.* - két bérelt Convair 990A típust üzemeltetett a limai Callao nemzetközi repülőtéren.[3]
- Air France (egy repülőgépet bérelt 1967-ben)
- Alaska Airlines
- American Airlines*
- AREA Ecuador
- Cathay Pacific
- Ciskei International Airways
- Denver Ports of Call
- Garuda Indonesian Airways*
- Internord
- Lebanese International Airways
- Middle East Airlines
- Modern Air Transport
- NASA
- Nomads Travel Club
- Nordair
- Northeast
- SAS*
- Spantax
- Swissair*
- Thai Airways International
- Varig* / Real-Aerovias

## Megtekinthető repülőgépek
Több 990-es is fennmaradt. Ezek közül az egyik a Swissair Convair 990 repülőgépe, amely a svájci luzerni Közlekedési Múzeumban van kiállítva, míg a Mojave Légi és Űrkikötőben két repülőgép is ki van állítva. Az egyik a repülőtér bejáratánál található, egy másikat pedig egy televíziós film forgatására használták fel.

## Műszaki adatok
Adatok a Jane's All The World's Aircraft 1965-66 honlapról

### Általános jellemzők
- Személyzet: 4
- Kapacitás: 131 utas
- Teherbírás: 10 900 kg
- Hossz: 42,5 m
- Fesztáv: 36,6 m
- Magasság: 11 m
- Szárnyfelület: 209 m²
- Üres tömeg: 51 256 kg
- Bruttó súly: 111 674 kg
- Legnagyobb felszállótömeg: 87 730 kg
- Hajtómű: 4 db General Electric CJ805-23B turbóventilátoros gázturbinás hajtómű, egyenként 71,4 kN tolóerővel

### Teljesítmény
- Legnagyobb sebesség: 1000 km/h (6460 méteren)
- Utazósebesség: 896 km/h (10 668 méteren)
- Hatótávolság: 5785 km

## Lásd még
Kapcsolódó fejlesztés
- Convair 880

Hasonló repülőgépek
- Boeing 707
- McDonnell Douglas DC–8